# 面河村
面河村（おもごむら）は、2004年まで愛媛県の中予地方、上浮穴郡にあった村である。平成の合併により上浮穴郡久万高原町となり、自治体としての面河村はその歴史を閉じた。
石鎚の聖流郷面河をキャッチフレーズとして観光に力を入れてきた山村である。

## 地理

### 位置・地形
愛媛県の中部に位置しており、高知県と接している。西日本最高峰の石鎚山をはじめとする山々に抱かれ、森林が95％を占め、急傾斜地が多い。村の中央を、石鎚山系から発する面河川と割石峠に源流を発する割石川の二つの河川が南に流れ、通仙橋付近で合流し、やや西向きに流れを変えて、隣の美川村に達する。その後、支流を集めつつ、美川村、柳谷村を経て、高知県に入り、仁淀川となって太平洋に注ぐ。

### 気候
平均気温11〜12度、12月から3月にかけて降雪がある。

### 村名の由来
1934年（昭和9年）までは「杣川」（そまがわ）村と称していた。
面河渓を生かして観光に生きたいという思いから面河村と名づけた。
「面河」という名称がいつの頃か使われていたか、またその由来は定かでないが、寛保年間の文書に「面川山」という記載があり、「面川」が「面河」になったとする見方もある。

### 地域・集落
概ね当村の西半分が「杣野」（そまの）、東半分が「大味川」（おおみかわ）に大別される。これら2つは明治の旧村である。面河村となっても大字として継承された。久万高原町となってからは「大字」は省くこととされた。
- 杣野・・・「杣」の名のとおり、古来より杣（林業者のこと）を生業とする人々がこの地で生計を営んでいた。
- 大味川・・・戦国時代に当地を治めた領主・大野氏の遺臣と伝えられる大見川六人衆を開祖とする。

両地域共に平地はほとんどなく、古来より林業を生業としてきた。
村内は、10の集落からなるが、役場のある渋草集落以外は多いところで数十戸までの小規模集落であり、中には数戸の集落もある。

### 社会
2000年の人口878人、世帯数437世帯（国勢調査）
太平洋戦争の終戦直後から1955年（昭和30年）頃までは人口5,000人近くを数えたが、笠方地区への面河ダム建設による集団離村もあり、昭和40年代に激減した。ピーク時の5分の1にまで落ち込み、過疎化・高齢化が著しい。

## 歴史

### 年表
- 藩政期 - 伊予松山藩の所領に属する。

既にこの頃には名所としての面河渓谷に着目していたとの記録がある。
- 1889年（明治22年） - 町村制施行、杣野村と大味川村とが合併し杣川村となる。
- 昭和初期 - 木炭やミツマタの生産が主たる産業に。
- 1934年（昭和9年） - 杣川村を面河村と改称。
- 1935年（昭和10年） - 省営バス（後の国鉄バス）の松山〜久万間開通。
- 1937年（昭和12年） - 電気が通じる（一般家庭）。
- 1945年（昭和20年） - 枕崎台風による集中豪雨、大災害発生、村内で山崩れ多数発生、民家・田畑・道路・橋脚の流出多数。
- 1947年（昭和22年） - 菅県会議員（伊予市区選出）、県議会で松山平野への導水の提案（後に面河ダムとして実現）。
- 1954年（昭和29年） - 面河小学校、城山小学校統合。
- 1954年（昭和29年） - 道前道後水利事業が始まる。
- 1955年（昭和30年） - 石鎚国定公園指定。
- 1958年（昭和33年） - 面河ダム建設決定。
- 1960年（昭和35年）秋頃 - ダム水没家庭84世帯が退去、立ち退きを強制され、順次住み慣れた地を離れ、久万高原町や松山市等に転居。急激な過疎化始まる。
- 1960年（昭和35年） - 面河ダム起工。
- 1963年（昭和38年） - 面河ダム完成。
- 1965年（昭和40年） - 石鎚スカイライン着工。
- 1966年（昭和41年） - 国民宿舎「面河」開設。
- 1968年（昭和43年） - 笠方小学校閉鎖、渋草小学校に統合。
- 1970年（昭和45年） - 石鎚スカイライン開通。
- 1970年（昭和45年） - 若山小学校、面河第一小学校に統合。
- 1974年（昭和49年）8月 - 自然保護の村宣言。
- 1975年（昭和50年）9月 - 「石鎚の聖清流郷面河」をスローガンとして決定。
- 1975年（昭和50年）の村庁舎・住民センター建築の際も庁舎の位置をめぐって、大味川は通仙橋付近、杣野は渋草と、それぞれの主張があった。
- 1980年（昭和55年） - 石墨小閉校。
- 1989年（平成元年） - 村制100周年。
- 2002年（平成14年）6月1日　-　第一回かみうけな合併協議会（法定）開催。合併方式は「対等合併」、目標期日は2004年（平成16年）8月1日とすることに合意[2]。
- 2003年（平成15年）12月14日　- 合併協定書調印式。
- 2004年（平成16年）7月16日　- 閉村式。

### 系譜
```
明治の旧村　　　村制施行時
杣野　　━━┓
　　　　　　┃　　　　　　　　　　　　あ
　　　　　　┣━　杣川村　━━━━　面河村　━━━━━━┓
　　　　　　┃　　　　　　  　　　　　　　　　　　　　　┃　　　　　　　い
大味川　━━┛　　　　　　　　　　　　　　　　　　　　　┣━━━━　久万高原町
　　　　　　　　　　　　　　　　　　久万町　━━━━━━┫
　　　　　　　　　　　　　　　　　　美川村　━━━━━━┫
　　　　　　　　　　　　　　　　　　柳谷村　━━━━━━┛

あ - 1934年（昭和9年）1月1日、改称
い - 2004年（平成16年）8月1日、新設合併
注記: 久万町、美川村、柳谷村の成立以前の系譜についてはそれぞれの町村の記事を参照のこと。

```

## 行政
村長
- 杣川村 村長
  - 重見丈太郎
- 面河村 村長
  - 重見丈太郎 昭和9年〜
  - 高岡宮吉 昭和9年〜
  - 八幡文太郎 昭和12年1月〜
  - 重見丈太郎 17年10月〜
  - 小椋胤一 20年12月〜
  - 高岡直雪 22年4月〜
  - 小椋胤一 28年8月〜
  - 重見丈太郎 昭和30年5月〜
  - 高岡義信 34年5月〜
  - 重見丈太郎 36年2月〜
  - 青木末廣 38年7月〜
  - 青木定市 42年7月〜
  - 中川鬼子太郎 46年4月〜
  - 脇本武雄 平成8年7月〜
  - 梅木正一  最後の村長

### 合併の経緯
- 昭和の合併
人口の割に面積は広かったが、地形・当時の道路事情等の関係もあり「合併困難村」として昭和の大合併は経験しなかった。
- 平成の合併
地理的に依然として困難な点は多いものの、昭和の合併の嵐が吹き荒れた昭和30年代と比べ、山村とはいえ道路事情は格段によくなっており、平成期には当村として「合併しない」という選択肢は事実上ありえなかった。財政力指数が0.1に満たない小規模山村とあって、自立の道も採り難く、当村としては上浮穴郡内の合併で異存は特になかった。なお、同郡のうち、小田町は喜多郡内子町・五十崎町と合併した。

## 村政の課題
自然の有効活用が行政の問題といえる。一方、暮らしの面では高齢化が著しく、かつ広い範囲に集落が点在しているため、今後の生活基盤や相互扶助の仕組み等の維持確保が大きな課題となっている。

### 教育
高等学校
- 村内に高等学校はない。

中学校
- 面河村立面河中学校（久万高原町となって後の2009年（平成21年）3月末閉校、美川中学校に統合）

小学校
当地域は山村で小規模集落が点在していたこともあり明治の初めには小学校が6校あったが、児童数の減少により次第に統合または閉校になり、2000年（平成12年）に面河小学校の1校のみとなり現在に至っている。
愛媛県小学校の廃校一覧#上浮穴郡も参照

## 経済・産業
主要産業は農林業であり、村民はほとんどが農家か林家である。
- 農業
米作のほか、トマト、ピーマンなどの野菜類、プラムや花き類（トルコギキョウ）、茶などが栽培されているが傾斜地が多く平地に恵まれないためいずれも小規模。

## 交通
温泉郡川内町（現在は東温市）から峠を越えて南下する国道494号が村を縦貫する幹線道路であり、美川村に抜ける。また石鎚スカイラインは石鎚山への山岳観光ルート。

### 鉄道
町内に鉄道はない。

### 道路
国道
- 国道494号

県道
- 愛媛県道12号西条久万線

## 観光
村の観光は、面河渓谷と石鎚山に代表される。
昭和40年代に高度成長と共にレジャーの時代が訪れ、人々が観光地に繰り出すことを狙って、また愛媛県内では数少ない山岳観光地として村ではさまざまな観光開発を行ってきた。村としては県が運営していた国民宿舎を譲り受け村営とすることにし、国民宿舎を抱え込むと村の財政を危うくする恐れがあると反対もあったが、「天与の観光地を持つ当村は将来観光産業が中心になるだろう」との村長の信念で断行した。愛媛県も石鎚スカイラインの建設をはじめとして支援してきた。
開通直後はそれまで年間20万人程度とされた観光入込客数が一挙に60万人以上へと激増した。しかしながら長くは続かず、ジリ貧になっている。その原因としては、新緑や紅葉など山や渓谷の自然の魅力はあるものの、山地ゆえ、都市部から移動時間を要し、都市部の近場の観光地との競合に見舞われたうえ、「行き止まり」で折り返しとなることもあって、行き返りの時間のロスが多いことなどによる。また、モータリゼーションによりマイカー観光、ドライブ観光が増えたが、道路が狭隘な区間もあり、また目的地での駐車場の多量確保が難しく、ドライバーに敬遠されたことなどが響いた。
なお、石鎚スカイラインは険しい山肌を縫うように作られたため、開通直後には道路の崩壊や沿線の植生の衰退が見られるなど、自然破壊ではないかとの批判も浴びることとなった。1971年11月、自然保護団体の全国自然保護連合が愛媛県知事を自然公園法違反などで松山地検に告発する出来事もあった。

### 観光地
- 面河渓
- 石鎚山、石鎚スカイライン
- 面河ダム
- 皿が峰県立自然公園
- 国民宿舎面河
- 面河山岳博物館
- やまびこ荘

### イベント
特に村外客を意識したイベントは少ない。
- ふるさと納涼祭り

### 特産物
コンニャク、よもぎ粉、アメノウオ、アメノウオ甘露煮、わさび酢漬、リンゴジャム、マイタケ、よもぎうどん、山菜煮、アユ